# Escudo del Quindío
El Escudo del Quindío es el principal emblema y uno de los símbolos oficiales del departamento colombiano del Quindío. Fue diseñado por Solita Lozano de Gómez, quien también diseñó la bandera.
El blasón principal es de forma circular con borde grueso de color rojo; dentro de este se encuentra otro blasón, de forma inglesa, en el cual se ubica un tronco de un árbol con un hacha clavada en la parte superior, símbolo de la colonización antioqueña que dio origen a estas tierras. Rodeando el blasón interior se encuentran dos ramas de cafeto maduro entrelazadas en la parte inferior y unidas en la parte superior por una cinta que lleva el lema del departamento: "JOVEN, RICO, PODEROSO". La fecha 1966 ubicada en la parte inferior del tronco hace referencia a la fecha en que el departamento del Quindío fue creado.